# نانسي أنجيلو
نانسي أنجيلو (بالإنجليزية: Nancy Angelo)‏ هي فنانة أمريكية، ولدت في 8 أكتوبر 1953 في كارسون سيتي في الولايات المتحدة.